# Nigel Eaton
Nigel Eaton (...) è un ghirondista, pianista e violoncellista inglese.
All'inizio della sua carriera si è cimentato con il pianoforte e il violoncello passando poi nel 1981 alla ghironda quando suo padre, Christopher Eaton, iniziò a costruirle.
Dal 1985 al 1990 ha fatto parte della storica band Blowzabella. Nel 1995 i Blowzabella si rifondarono e Nigel Eaton suonò con loro fino al novembre del 2004.
Fece inoltre parte del trio The Duellists con Cliff Stapleton e Chris Walshaw.
Ha inoltre partecipato a registrazioni di altri artisti tra i quali Andy Cutting, Jimmy Page, Robert Plant e con Loreena McKennitt (dal 1996 al 2006). 
Ha composto musica e suonato per molte colonne sonore cinematografiche (per es. Ombre dal profondo, Le crociate - Kingdom of Heaven di Ridley Scott).

## Discografia

### Con Blowzabella
- The Blowzabella Wall of Sound (1986)
- The B to A of Blowzabella (1987)
- A Richer Dust (1988)
- Pingha Frenzy (1988)
- Vanilla (1990)

### Da solista
- Music of The Hurdy Gurdy (1987)
- Pandemonium - Music Of The Hurdy-Gurdy (2002)

### Con altri artisti
- Spin (1994) - Whirling Pope Joan, con Julie Murphy
- No Quarter: Jimmy Page and Robert Plant Unledded - Page and Plant (1994)
- English Hurdy-Gurdy Music - The Duellists (1997)
- Panic at the Cafe - con Andy Cutting (1993)
- Les Saisons Amusantes - con Palladian Ensemble (1997)